# Palais Vrints zu Falkenstein

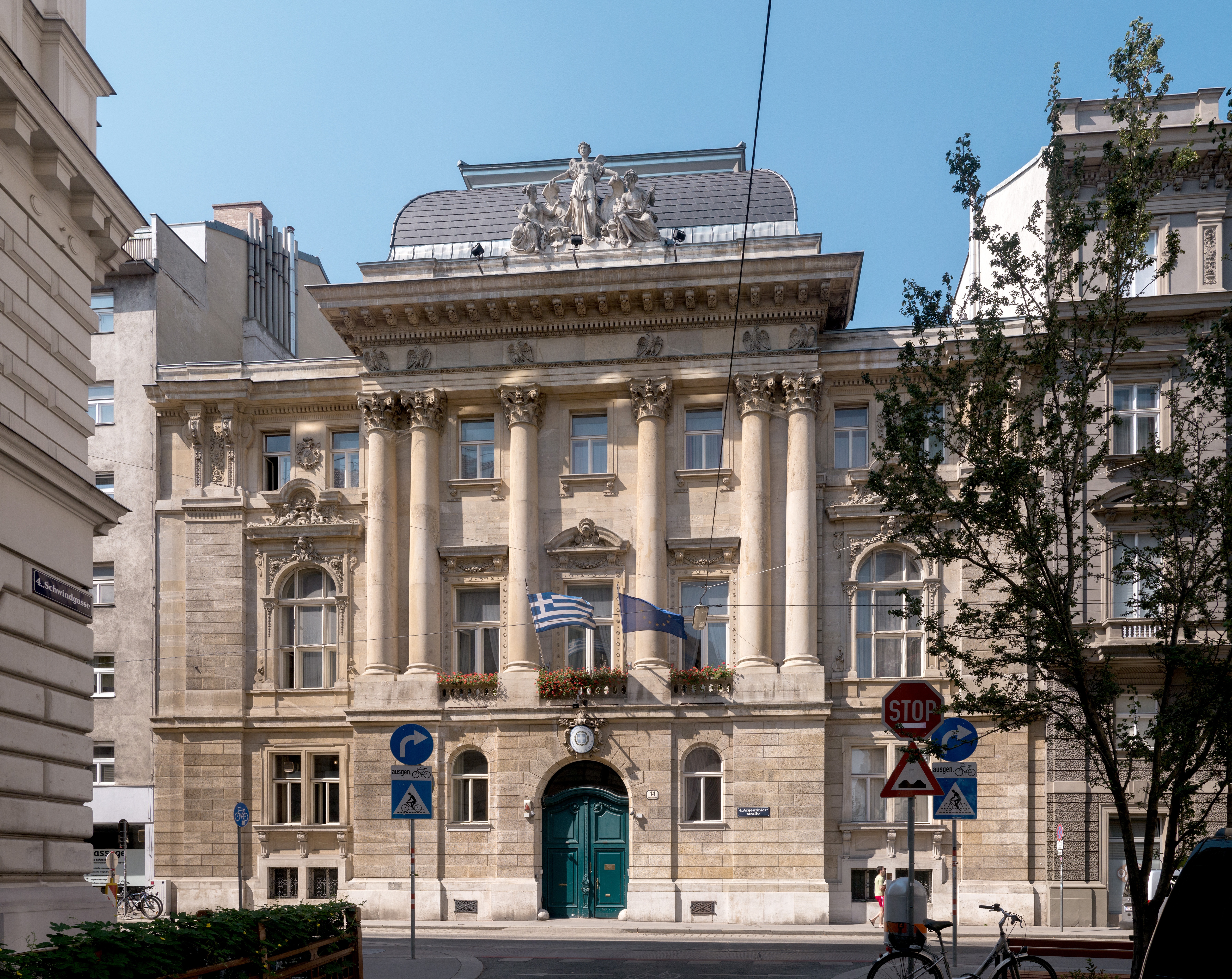
Palais Vrints zu Falkenstein

Das Palais Vrints zu Falkenstein (auch Palais Falkenstein genannt) befindet sich an der Argentinierstraße 14 im 4. Wiener Gemeindebezirk, Wieden, wurde als Sitz der Familie Vrints erbaut und dient seit 1921 als Sitz der Griechischen Botschaft.

## Geschichte
1850 erwarb der auf eine Standeserhöhung vom 26. September 1744 verweisende Maximilian (Reichs-)Freiherr Vrints von Treuenfeld (1802–1896), k.k. a.o. Gesandter und bevollmächtigter Minister am königlich belgischen Hofe zu Brüssel, durch Heirat die Herrschaft Poysbrunn-Falkenstein. Am 5. Juli 1860 erhob ihn Kaiser Franz Joseph I. mit dem Prädikat zu Falkenstein in den österreichischen Grafenstand zu Maximilian Graf Vrints von Treuenfeld und zu Falkenstein.
1887–89 ließ er sich von Ludwig Richter und Alois Schumacher das Palais Vrints zu Falkenstein errichten und ausstatten. 1905 ging das Palais an die Familie von Redlich, 1921 an den griechischen Staat. Seit damals befindet sich hier die Griechische Botschaft in Österreich. Marie Bonaparte übernachtete 1938 in der griechischen Botschaft und bereitete von dort die Flucht Sigmund Freuds aus Wien vor.

## Architektur
Die Architekten Ludwig Richter und Alois Schumacher wählten für das 1887–89 errichtete Palais Hausteine von St. Margarethen im Burgenland und Kaisersteinbruch. Die Fassade prägen klassizistische Dreiviertelsäulen, überhöht von Falken, den Wappenvögeln von Falkenstein. Von den darüber lagernden drei weiblichen Statuen stellt die mittlere die Siegesgöttin Nike dar.
1992–93 wurden bauliche Details an der Fassade rekonstruiert sowie nach historischem Vorbild die Bäder saniert; betreut wurden die Arbeiten von Dimitris Manikas.
Das Palais Vrints zu Falkenstein zählt zu den prunkvollsten und raffiniertesten Raumgestaltungen des Wiener Barockhistorismus.